# University of Maryland
University of Maryland er et offentligt universitet grundlagt 1856 i Maryland i byen College Park nær den amerikanske forbundshovedstad Washington DC. 
Universitetet er højt placeret på listen over de bedste universiteter i USA og er optaget på listen over Public Ivy-universiteter.